# Серватос-де-ла-Куеса
Серватос-де-ла-Куеса (ісп. Cervatos de la Cueza) — муніципалітет в Іспанії, у складі автономної спільноти Кастилія-і-Леон, у провінції Паленсія. Населення — 316 осіб (2010).
Муніципалітет розташований на відстані близько 230 км на північний захід від Мадрида, 35 км на північний захід від Паленсії.
На території муніципалітету розташовані такі населені пункти: (дані про населення за 2010 рік)
- Кальсаділья-де-ла-Куеса: 56 осіб
- Серватос-де-ла-Куеса: 234 особи
- Кінтанілья-де-ла-Куеса: 26 осіб

## Демографія
Динаміка населення (INE ):

## Галерея зображень

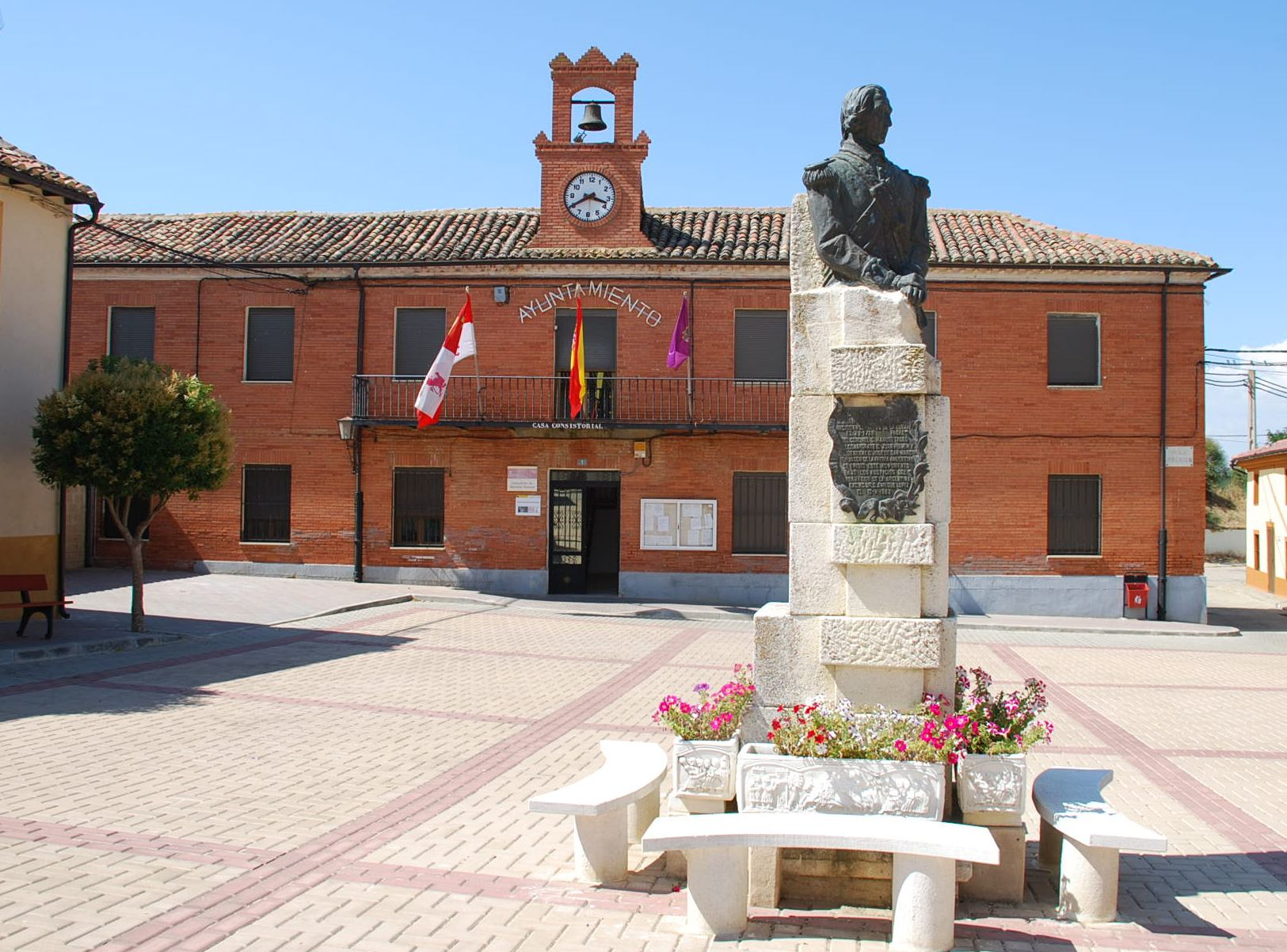
Муніципальна рада